# Eisenach Challenger 1997
L'Eisenach Challenger 1997 è stato un torneo di tennis facente parte della categoria ATP Challenger Series nell'ambito dell'ATP Challenger Series 1997. Il torneo si è giocato a Eisenach in Germania dal 16 al 22 giugno 1997 su campi in terra rossa.

## Vincitori

### Singolare
Tomas Nydahl ha battuto in finale  Davide Sanguinetti con il punteggio di 6–3, 6–1

### Doppio
Geoff Grant /  Mark Merklein hanno battuto in finale  Emanuel Couto /  Attila Sávolt con il punteggio di 6–2, 6–2